# Ramón Flecha
 (juillet 2025).
Pour les articles homonymes, voir Flecha.
José Ramón Flecha García (né à Bilbao le 22 février 1952) est un sociologue espagnol, professeur émérite à l'Université de Barcelone. Il est le fondateur du centre de recherche CREA, décrit par diverses sources comme fonctionnant selon une structure sectaire, avec Flecha agissant comme un gourou,,.
En juillet 2025, il est formellement accusé par quatorze femmes d’abus sexuels répétés sur une période de plus de trente ans,,.

## Biographie
Ramón Flecha est né en 1952 à Bilbao. En 1967, il participe à la création d’un centre culturel dans une zone défavorisée de sa ville natale.
En 1991, il fonde le centre de recherche CREA à l’Université de Barcelone.
Il a conseillé la Commission européenne dans l’évaluation de l’impact social de la recherche scientifique dans le cadre du programme Horizon Europe.

## Accusations d’abus sexuels
En juin 2025, quatorze femmes remettent une lettre au recteur de l’Université de Barcelone, Joan Guàrdia, dénonçant des comportements inappropriés présumés de la part du professeur Flecha, impliquant des relations sexuelles dans un contexte de forte inégalité hiérarchique avec des étudiantes, doctorantes ou chercheuses subordonnées. Certaines témoignent de « coercition sexuelle, abus de pouvoir, harcèlement sexuel, violence psychologique et exploitation professionnelle ».
Les faits remonteraient à plus de trois décennies et incluent des rendez-vous privés dans des bars ou domiciles, des contacts précoces après l’instauration d’un lien académique, et des exigences liées à l’apparence physique ou à des tâches domestiques.
L’université a répondu en déclarant ne pas avoir connaissance de plaintes en cours, tout en s’engageant à coopérer et en rappelant les canaux internes de signalement disponibles.
Le groupe parlementaire Comuns a demandé l’audition du recteur et de la conseillère aux universités devant le Parlement catalan.
Ramón Flecha a nié catégoriquement toutes les accusations, déclarant « je n’ai jamais rien fait de tout cela » et se présentant comme victime d’une campagne de diffamation.

## Distinctions
- 2007 : Docteur honoris causa, Université de Timișoara
- 2012 : Médaille d’or du mérite éducatif (Junta de Andalucía)
- 2016 : Prix de la recherche pour l'inclusion scolaire des élèves roms – Instituto Cultura Gitana
- 2019 : Prix catalan de sociologie – Associació Catalana de Sociologia
- 2019 : Prix de l’innovation sociale Muncunill – Ville de Terrassa